# Manopakorn Nithithada

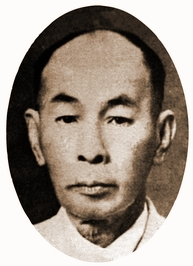
Manopakorn Nithithada

Phraya Manopakorn Nithithada (Thai: พระยามโนปกรณ์นิติธาดา) (Bangkok, 15 juli 1884 - Penang (Maleisië), 1 oktober 1948) was een Thais politicus.
Manopakorn heeft zijn basisopleiding genoten in de tempel wat Rajaburana (wat Liab) en de Suan Kularb Vidhayalai-school. Hij ontving een koninklijke studiebeurs om rechten te studeren in Engeland. Hij werkte in het ministerie van justitie en kreeg daar de naam Phraya Manopakorn Nithithada van de koning. Hij was getrouwd met een khunying. In 1918 werd hij door koning Rama VII benoemd tot adviseur. Op 27 juni 1932 gaf koning Rama VII een tijdelijke constitutie aan het Thaise volk in de Ananta Samakorn troonhal. Hiermee werd Thailand veranderd van een absolute monarchie in een constitutionele monarchie. 
Phraya Manoprakorn Nithithada werd benoemd tot bestuurder van de Khana Ratsadon (Volkspartij) door de koning. Dit was een titel vergelijkbaar met minister-president. Hij trad af op 9 december 1932. Op 10 december 1932 droeg koning Rama VII een permanente constitutie voor Thailand voor. En benoemde de koning Phraya Manoprakorn Nithithada opnieuw tot minister-president. Op 20 juni 1933 nam Kolonel Phahol Polphayuhasena de regering over. Phraya Manoprakorn Nithithada trad hierop af en verliet Bangkok voor Penang Maleisië. Hij verbleef daar iets meer dan tien jaar en overleed op 64-jarige leeftijd. 

## Familie
- Vader: Huad
- Moeder: Kaew Hutasingh